# Спасти Ленинград
«Спасти Ленинград» — российская военная драма режиссёра Алексея Козлова. В основе сюжета лежит реальная история гибели баржи № 752, произошедшая 17 сентября 1941 года. Главные роли сыграли Мария Мельникова, Андрей Миронов-Удалов и Гела Месхи. В широкий прокат в России фильм вышел 27 января 2019 года.

## Сюжет
В начале фильма показано, как в настоящее время Анастасия Александровна вспоминает о своей эвакуации из блокадного Ленинграда.
Действие фильма разворачивается в начале осени 1941 года. Молодая пара (курсант-артиллерист Костя Горелов и Настя) прибывает на баржу № 752, на которой курсанты военных училищ и жители Ленинграда, взятого в кольцо блокады, должны быть эвакуированы через Ладожское озеро в тыл, в Новую Ладогу. Баржа сильно изношена, но Николай Горелов, отец Кости, взяв на себя ответственность, приказывает погрузить на неё более 1000 человек.
Среди эвакуируемых находится следователь НКВД Вадим Петручик, который вёл дело отца Насти. Это дело было пересмотрено, отца освободили и отправили на фронт; на тот же участок фронта (Невский пятачок), отменив погрузку на баржу, направляют роту курсантов-артиллеристов, где полковник НКВД ведёт их в бой. После боя успешно выполнившего задание старшину Бакина полковник НКВД отправил выводить раненых в Новую Ладогу. На барже Петручик знакомится с Померанцевой, но Галочка, учитель Померанцевой, мешает им быть вместе. Ночью баржа попадает в шторм, но, что самое страшное, вместо спасателей на месте катастрофы появляются 2 немецких самолёта.  В ходе обороны баржи № 752 оба немецких самолёта были сбиты, но во время атак они повредили баржу, при этом убив многих пассажиров (в том числе Померанцеву), и баржа затонула. Часть пассажиров была подобрана буксиром «Орёл» и канонерской лодкой «Селемджа».

## В ролях
| Актёр                 | Роль                                                    |
| --------------------- | ------------------------------------------------------- |
| Мария Мельникова      | Настя                                                   |
| Андрей Миронов-Удалов | курсант Костя Горелов                                   |
| Гела Месхи            | следователь НКВД капитан госбезопасности Вадим Петручик |
| Анастасия Мельникова  | мать Насти Мария Николаевна                             |
| Валерий Дегтярь       | отец Насти Александр Наумович                           |
| Марина Комарова       | Анастасия Александровна в старости                      |
| Виталий Кищенко       | отец Кости, капитан 1-го ранга Николай Горелов          |
| Алексей Шевченков     | капитан буксира «Орёл» Иван Ерофеев                     |
| Борис Щербаков        | начальник штаба, генерал армии                          |
| Инга Оболдина         | музыкальный педагог Галочка                             |
| Есения Раевская       | учащаяся Померанцева                                    |
| Сергей Жарков         | старшина артиллерийского училища Гена Бакин             |
| Иван Лырчиков         | курсант без портянок Андрей Бабинцев                    |
| Вадим Андреев         | капитан-лейтенант Скворцов                              |
| Владимир Селезнёв     | капитан баржи № 752 Ярыгин                              |
| Михаил Морозов        | пассажир с собачкой Витя                                |
| Евгения Любимова      | пассажирка с собачкой Люся                              |
| Николай Горшков       | полковник НКВД                                          |
| Константин Юдаев      | майор люфтваффе Ганс                                    |
| Любовь Макеева        | пассажирка                                              |
| Игорь Головин         |                                                         |
| Анастасия Сергеева    | пассажирка                                              |
| Станислав Концевич    | закадровое чтение немецкой речи, озвучивание            |
| Сергей Головкин       | каскадёр, постановщик трюков                            |

## Критика
Фильм получил средние оценки кинокритиков. Обозреватель «InterMedia» Денис Ступников писал: «Фильм становится настоящим гимном взаимовыручке, благодаря которой реалистично очерченные недостатки каждого персонажа в итоге совершенно нивелируются».

## Фестивали
- 2020 — II конкурс «ТЭФИ-Летопись Победы» — финалист в номинации «Режиссёр телевизионного художественного фильма/сериала» (Алексей Козлов).